# Задние Хирлепы
За́дние Хирле́пы (чув. Кайри Хирлеп) — деревня в Аликовском муниципальном округе Чувашской Республики. Входила в состав Тенеевского сельского поселения до его упразднения в 2022 году.

## Общие сведения о селе
Одна улица: Прибрежная. В настоящее время деревня в основном газифицирована. Рядом с деревней протекает река Хирлеп.

### География
Передние Хирлепы расположена южнее административного центра Аликовского района на 8 км.

### Климат
Климат умеренно континентальный с продолжительной холодной зимой и тёплым летом. Средняя температура января −12,9 °C, июля 18,3 °C, абсолютный минимум достигал −44 °C, абсолютный максимум 37 °C. За год в среднем выпадает до 552 мм осадков.

### Демография
Население — 57 человек (2006 г.), из них большинство женщины.

## Название
Согласно наиболее лингвистически обоснованной этимологии, слово Задние Хирлепы происходит от названия протекающей рядом речки Хирлеп.

## История
До 1927 года деревня входила в Аликовскую волость Ядринского уезда. 1 ноября 1927 года — в составе Аликовского района, после 20 декабря 1962 года — в Вурнарском районе. С 14 марта 1965 года снова в Аликовском районе.

## Связь и средства массовой информации
- Связь: ОАО «Волгателеком», Билайн, МТС, Мегафон. Развит интернет ADSL технологии.
- Газеты и журналы: Аликовская районная газета «Пурнăç çулĕпе» — «По жизненному пути» . Языки публикаций: чувашский, русский.
- Телевидение: Население использует эфирное и спутниковое телевидение. Эфирное телевидение позволяет принимать национальный канал на чувашском и русском языках.